# Emozioni (песня)
«Emozioni» (с итал. — «Эмоции») — песня, написанная Лучо Баттисти на слова Могола, аранжированная Джаном Пьеро Ревербери и исполненная Лучо Баттисти. Песня была выпущена как сингл 15 октября 1970 года. Первоначально «Emozioni» была би-сайдом песни «Anna», но в конце концов Баттисти решил поменять местами две песни. Тем не менее, «Anna» стала успешней в чартах, добравшись до первого места.
Композиция песни была вдохновлена долгой и широко разрекламированной поездкой Баттисти и Могола верхом из Милана в Рим. По словам Баттисти, она «выразила чувство открытия, удивления, свободы, которое мы с Моголом обрели, путешествуя по лугам, холмам, и реки, как будто мы впервые видим природу» .
Согласно опросу газеты La Repubblica, проведённом среди читателей, песня «Emozioni» (наравне с «I giardini di marzo») была названа самой любимой.

## Список композиций
7"-сингл
A. «Emozioni» — 4:47
B. «Anna» — 4:37

## Чарты
| Чарты (1970)             | Высшая позиция |
| ------------------------ | -------------- |
| Италия (Musica e dischi) | 13             |

| Чарты (1970—1971)                   | Высшая позиция |
| ----------------------------------- | -------------- |
| Италия (Discografia internazionale) | 1              |
| Италия (Musica e dischi)            | 1              |

## Кавер-версии
Среди исполнителей кавер-версии есть Джанни Моранди, Мина, Патти Право, Марчелла Белла, Фред Бонгусто, Formula 3, Маурицио Ванделли.